# Nicole Hosp
Nicole Hosp (n. 6 noiembrie 1983, Ehenbichl, Tirol, Austria) este o schioară alpină austriacă, medaliată olimpică. A participat la 2 ediții ale Jocurilor Olimpice (2006, 2014) în care a câștigat două medalii de argint și o medalie de bronz.